# Sac Nicté (leyenda)

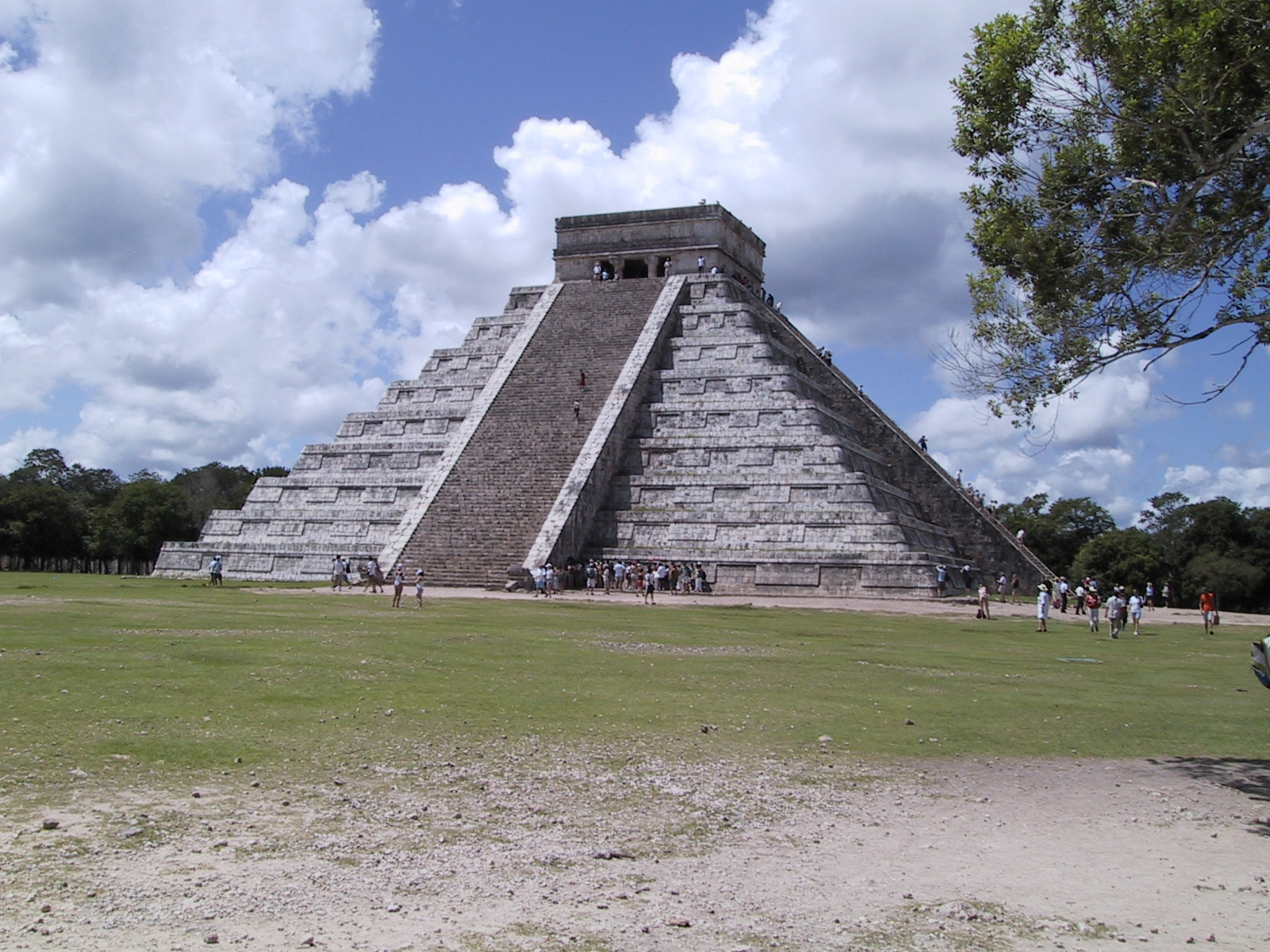
Templo de Kukulkán.

La Leyenda de la Princesa Sac Nicté relata a manera de fantasía los hechos del rompimiento de la Liga de Mayapán, la cual estaba conformada por los reinos de Uxmal, Chichén Itzá y Mayapán. La leyenda narra brevemente la vida paralela del príncipe de Chichén Itzá y la princesa de Mayapán. La princesa estaba comprometida en matrimonio con el príncipe de Uxmal, pero antes de celebrarse la boda, el príncipe de Chichén Itzá, que se había enamorado de la princesa, la raptó y emigró con todo su pueblo, de tal forma que cuando la gente de Uxmal llegó a reclamarle, encontraron vacía la ciudad. 
Esta leyenda fue recogida por el poeta, mayista analítico mexicano Antonio Mediz Bolio, quien la dio a conocer bajo el nombre Chichén-Itzá y la princesa Sac-Nicté, la cual está contenida en el libro La Tierra del Faisán y del Venado, editado por primera vez en Buenos Aires, Argentina, en el año 1922.

## La historia real

### Los itzaes
Durante el período posclásico temprano (1000-1200 d. C.) de la cultura maya, Chichén Itzá tomó el control de gran parte del norte de Yucatán, y fue uno de los más importantes centros políticos y comerciales de las tierras bajas del Mayab, había sido fundada por los itzaes, quienes llegaron posiblemente del Petén y de los alrededores de la cuenca del Usumacinta, tal como lo narra el Chilam Balam de Chumayel.
Posteriormente los itzaes se mudaron a Chakán Putum y vivieron durante más de doscientos años en esa región. Un nuevo grupo, los tutul xiúes, llegó a la península de Yucatán y los desplazó hacia la selva, de donde volvieron a Chichén Itzá esta vez influenciados por los toltecas que habían llegado del norte, guiados por el príncipe Quetzalcóatl o Kukulcán, que algunos autores señalan como pacificador y fundador de la liga de Mayapán.

### Los cocomes
Cuando los tutul xiúes desplazaron a los itzáes, de Chakán Putum, obligándolos a vivir en la selva durante cuarenta años, regresaron a Chichén Izá, pero algunos de ellos se separaron y fundaron Mayapán, a estos últimos se les conoció como los cocomes.

### La Liga de Mayapán
Así los itzáes de Chichén Itzá, los cocomes de Mayapán y los tutul xiúes de Uxmal se unieron en una triple alianza, logrando extender su influencia cultural, comercial, política y militar hacia el sur hasta Centroamérica, y hacia el oeste hasta el altiplano central, muchos otros señoríos como los de Itzamal, Tulum, Ichpatún, se unieron a la liga.
La Liga de Mayapán contaba con la cultura de los mayas que se enriqueció aún más con la influencia de la cultura de los toltecas, históricamente el período de esta unión se considera consolidado desde el año 1047 d. C. hasta el año 1254 d. C., es decir 207 años.
De acuerdo al Chilam Balam de Chumayel, la alianza comenzó a desintegrarse pues el señor de los cocomes de Mayapán Hunac Ceel Cauich hizo la guerra a los Itzáes de Chichén Itzá y derrotó a su señor Chac Xib Chac, por lo que debieron emigrar a la isla de Tayasal en el lago Petén Itzá (Guatemala) en 1194. Es muy probable que la guerra entre cocomes e itzáes fuera una lucha por el poder, que sólo una élite de Chichen Itzá había ejercido desde la fundación de la alianza.
Después de la partida de los Itzáes, algunos cocomes poblaron la ciudad de Chichén Itzá, y su convivencia con los tutul xiúes se mantuvo hasta 1441 o 1461, cuando Ah Xupan Xiu jefe de los xiúes ayudado con los descendientes de los itzáes comenzó la guerra contra el Mayapán destruyendo la ciudad de los cocomes que debieron emigrar a Sotuta, mientras que los tutul xiúes emigraron a Maní. 
A partir de entonces se fueron fragmentando en diversos cacicazgos debido a las pugnas de los herederos que reclamaban viejos linajes de itzáes, xiúes y cocomes. En 1536 Nachi Cocom dirigiendo a los cocomes de Sotuta derrotó a Ah Dzum quien estaba al mando de los tos tutul xiu de Maní. Estas eran las pugnas que existían a la llegada de los Montejo.

## La leyenda

### La princesa Sac Nicté
Sac Nicté (del maya: sak nikte': rosa blanca, flor blanca.) era la princesa de Mayapán (los cocomes) hija del ahau Hunacc Ceel. Cuando tenía cinco años, dio de beber a un caminante una jícara de agua fresca, y en el agua reflejó su mirar y su rostro. Cuando tenía dos veces cinco años, iba por el maizal y vino una paloma y se posó en su hombro; ella le dio granos de maíz, la besó en el pico y la soltó a volar por el aire. Cuando tuvo tres veces cinco años, vio al príncipe Canek del cual se enamoró.

### El príncipe Canek
Canek (del maya: kaan ek ‘Serpiente negra’) era el príncipe de Chichén Itzá (los itzáes). Cuando tenía siete años, mató a una mariposa y la deshizo entre sus dedos, que se llenaron de colores resplandecientes; esa noche soñó que se convertía en gusano. Cuando tenía dos veces siete años, halló un venado atrapado en una trampa de cazador y con su cuchillo le extrajo el corazón y lo ofreció a uno de los dioses negros que ayudan a los brujos; esa noche soñó que era un tigre sediento. Cuando tuvo tres veces siete años, lo coronaron señor de los itzáes y ese mismo día vio a la princesa Sac-Nicté; esa noche no soñó nada porque no durmió, sino lloró hasta el amanecer porque se había enamorado de la princesa de Mayapán.

### El príncipe Ulil
El príncipe Ulil, era el heredero del reino de Uxmal (tutul xiúes), y la princesa Sac-Nicté había sido comprometida en matrimonio por su padre a Ulil. El matrimonio debería celebrarse 37 días después de la coronación de Canek, y los mensajeros de Ulil invitaron al ahora rey de los Itzáes a la boda de Sac-Nicté con Ulil, quién pedía al nuevo rey sentarse a la misma mesa de los novios. Sudando las manos a Canek contestó que sin falta estaría ese día.

### El viejecillo
En la noche, cuando Canek pensaba en su problema, apareció de pronto un enano viejecillo, y le dijo en voz baja: "La Flor Blanca está esperando entre las hojas frescas ¿has de dejar que otro la arranque para él?". Y terminando de decir esto, desapareció en el aire, o tal vez debajo de la tierra, sin que nadie supiera lo ocurrido.

### Los preparativos de la boda
En Uxmal, se trabaja fuertemente para la celebración de la boda, se habían mandado labrar piedras con las figuras de los novios y con la leyenda "De estos vendrá la grandeza del Mayab, y en ellos se asentará la paz y la abundancia de la tierra”.
Entonces llegaron del Mayapán el rey Hunacc Ceel con la princesa y salió Ulil a recibirlos, pero Sac-Nicté lloraba de tristeza.

### La ceremonia
Pasaron tres días y de todos los alrededores habían llegado los invitados con muchos bellos regalos, de Copán, Kibilbá, Chacnohuathlán, Yaxchilán, Nachancaán, Zac-Kí y otras muchas ciudades cercanas y distantes, pero el nuevo señor Canek de Chichén Itzá, no se había presentado, todos estaban llenos de extrañeza. Ya debía de  comenzar la ceremonia, cantaban los sacerdotes y se percibía el fuerte olor a copal, cuando en ese preciso momento llegó Canek con 60 de sus guerreros y arrebató a la princesa del altar sin que nadie pudiese impedirlo, pues actuó de manera muy rápida, y todos habían quedado atónitos ante el evento.

### La huida
Ulil (Uxmal) y Hunacc Ceel (Mayapán) se aliaron en contra de Canek y marcharon hacia Chichén Itzá, pero al llegar encontraron que la ciudad había sido abandonada por sus pobladores. Canek había escapado con la princesa Sac-Nicté y su pueblo hacia el sur, en dirección a Tayasal en el Petén Itzá, salvándose así los itzáes de la furia de sus viejos aliados. Los cocomes y tutul xiúes saquearon, incendiaron y destruyeron Chichén Itzá, y desde entonces la ciudad quedó abandonada y desolada hasta nuestros días.